# Home (film belge, 2016)
Pour les articles homonymes, voir Home.
Pour plus de détails, voir Fiche technique et Distribution.
Home  est un film dramatique belge réalisé par Fien Troch.

## Synopsis
Kevin est libéré d'une prison de jeunes. Il est arrivé là-bas après avoir tabassé avec un ami un homme et l'avoir laissé pour mort. Il va vivre chez sa tante Sonja et oncle Willem, qui ont un fils, Sammy. 
Sammy et Kevin ont un ami, John, un garçon timide et introverti. La mère de John est atteinte de maladie mentale. Outre un trouble de l'anxiété au sujet d'une séparation, elle est mysophobe. C’est pourquoi elle force son fils a se doucher souvent. Elle a également partagé la maison en zones imaginaires dans lesquelles John peut ou ne peut pas entrer. Elle ne permet pas à John de rester avec ses amis pendant une longue période, de dîner avec eux ou de rester avec eux pour la nuit. Elle harcèle également John sexuellement. Il en a parlé à certains de ses enseignants, mais personne ne le croit. En outre, sa mère est une manipulatrice et convainc tout le monde qu’elle est une victime, « étant la mère solide avec un fils ingérable ». 
Un soir Sammy et Kevin arrivent chez John alors que sa mère est couverte de sang. John se trouve de l’autre côté de la salle en état de transe. Il venait de battre sa mère après avoir découvert qu'elle avait coupé les pneus de sa bicyclette. Alors que la mère tente de s'en prendre à Kevin, il lui donne un fort coup de poings puis John étrangle sa propre mère à mort. 
John est arrêté par la police qui retrouve le corps dans le coffre. L'enquête commence, le policier a des doutes sur le fait que Sammy et Kevin l'aient aidé.
Sammy ne peut pas gérer l’incident et raconte à sa mère ce qui s’est passé. Sonja est sous le choc, mais demande à son fils de ne rien dire pour son avenir. En même temps, la police tente de convaincre John de dire la vérité, mais il reste avec son histoire, il a tué sa mère et personne d’autre n’était impliqué.

## Fiche technique
- Titre : Home
- Réalisation : Fien Troch
- Scénario :  Fien Troch et Nico Leunen
- Musique : Johnny Jewel
- Production : Antonino Lombardo, Jacques-Henri Bronckart, Olivier Bronckart
- Société de distribution : Cinéart
- Pays de production :  Belgique
- Langue d'origine : néerlandais
- Genre : film dramatique
- Dates de sortie :
  - Belgique : 11 janvier 2017

## Distribution
- Sebastian Van Dun : Kevin
- Robby Cleiren : Willem
- Karlijn Sileghem : Sonja
- Lena Suijkerbuijk : Lina
- Jeroen Perceval : un plombier
- Kevin Janssens : un homme au mariage
- Jan Hammenecker : l'inspecteur de police
- Tom Audenaert : le professeur
- Natali Broods : la professeure
- Els Dottermans : la mère de Kevin
- Stefaan De Winter : un plombier
- Katelijne Verbeke : la mère de Lina
- Günther Lesage : le pharmacien
- Mistral Guidotti : John
- Els Deceukelier : la mère de John

## Distinctions

### Sélections
- Festival international du film de Toronto, section Platform, 8-18 septembre 2016[1]
- Festival du film de Gand, 11-21 octobre 2016[2]

### Récompenses
- 2016 : Prix ARTE International au Festival du film de Turin[3]
- 2016 : Mostra de Venise : Prix Orizzonti de la meilleure mise en scène pour Fien Troch[4]
- 2016 : Mention spéciale Explore Award, Prix du public, Prix Canvas et Prix Georges Delerue de la meilleure musique au Festival de Gand
- 2016 : Grand prix du jury au Festival de cinéma des Arcs
- 2017 : ARRI/OSRAM Award - Mention spéciale au Festival du film de Munich
- 2017 : Meilleur film et Meilleur réalisateur au Festival du film d'Ostende
- 2017 : SABAM Awards[Quoi ?][5]
- 2017 : Prix André-Cavens[6]
- 2018 : Magritte du meilleur film flamand[7]